# 安布祿
安布祿（穆麟德轉寫：ambulu，？—1715年），滿洲，清朝政治人物、清朝刑部尚書。
曾任左都御史。康熙四十年十一月辛亥，接替傅臘塔，擔任清朝刑部尚書，后免。由阿山接任。